# اویکو یوروکارگو
اویکو یوروکارگو (انگلیسی: Iveco EuroCargo) مجموعه ای از کامیون های سایز متوسط است که توسط سازنده ایتالیایی اویکو از سال ۱۹۹۱ تا کنون تولید می شود. یوروکارگو جایگزین مدل اویکو زیتا تولید شده در دهه ۱۹۷۰ می‌باشد.